# Bergland Expres
De Bergland Expres was een forfaitaire (slaap)trein tussen Den Haag SS en verschillende wintersportplaatsen in Duitsland, Oostenrijk, Zwitserland en Italië.

## Geschiedenis
De Bergland Expres reed in de jaren '50,' 60, '70 en '80.

### Winter
Elke vrijdagmiddag/avond in de winter vertrokken drie treinen een uur na elkaar uit Den Haag SS, het latere CS.
De route ging via Utrecht, Eindhoven en Venlo. In Venlo kwam er een Duits locomotief in plaats van de Nederlandse. Eén trein reed via Kufstein naar Innsbruck. Eén via Mittenwald, en één via Landeck.
Er waren afsplitsingen in Bruchsal en München-Ost waar de koerswagen werd gekoppeld aan een binnenlandse trein of zelfstandig met een eigen locomotief verder te rijden naar bestemmingen in Zwitserland (Chur en Brig) of oostelijkere bestemmingen in Oostenrijk (Dachsteiner Alpen) met eindpunt in Villach.

### Zomer
In de zomer ging, de trein met koerswagens naar Italië, tot Rimini en Ancona. De treinen kwamen op zaterdagochtend aan in hun bestemmingen en keerden op zondagochtend weer terug naar Den Haag waar de wagens de rest van de week bleven staan.

## Personeelsbezetting
De rijtuigen hadden ieder een treinsteward. De stewards waren in dienst van de Berglandorganisatie, die ontstaan is uit een samenwerking van Lissone Lindeman en de NRV (Nederlandse Reisvereniging). De biljettencentrale van de NS organiseerde de spoorwegplanning.